# Rovio
Rovio (in dialetto comasco Rööf [røːf]) è una frazione di 834 abitanti del comune svizzero di Val Mara nel Canton Ticino, nel distretto di Lugano.
Originariamente comune autonomo, il 10 aprile 2022, si è fuso con Maroggia e Melano per formare il comune di Val Mara.

## Geografia fisica

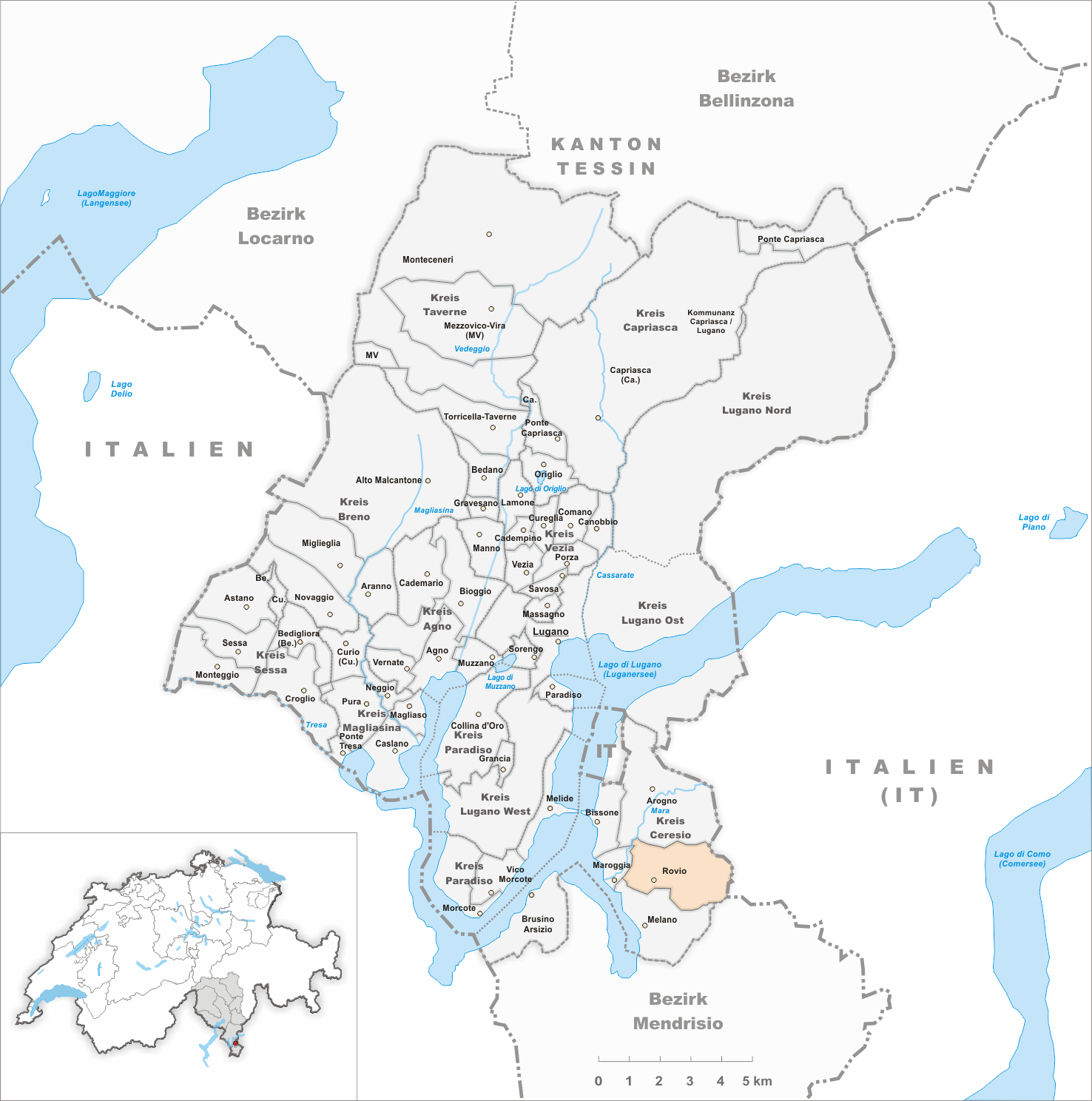
Mappa dell'ex comune di Rovio

Nel suo territorio è compresa la cima del Monte Generoso condivisa col comune italiano di San Fedele Intelvi e la sorgente del Buco della Sovaglia, di interesse speleologico.

## Monumenti e luoghi d'interesse

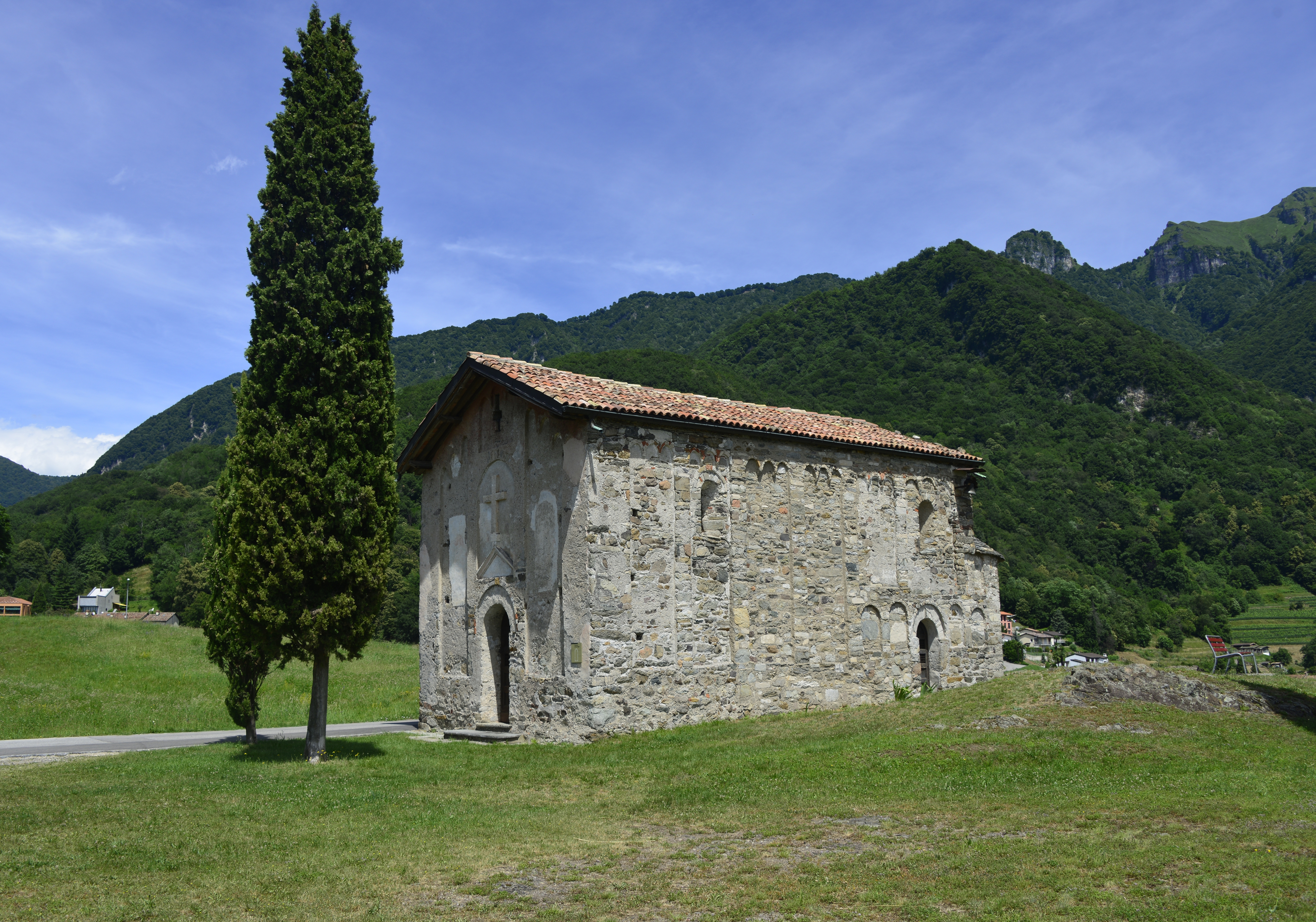
La chiesa-oratorio di San Vigilio

- Chiesa parrocchiale dei Santi Vitale ed Agata, attestata dal 1213[6];[7]
- Chiesa-oratorio di Santa Maria Assunta o della Gesiola[senza fonte], eretta in stile barocco[7] su una cappella preesistente[senza fonte];
- Chiesa-oratorio di San Vigilio, eretta nell'XI secolo[6].[7]
- Ex-Casa comunale (XIX secolo)[7].

## Società

### Evoluzione demografica
L'evoluzione demografica è riportata nella seguente tabella:
Abitanti censiti

## Amministrazione
Ogni famiglia originaria del luogo faceva parte del cosiddetto comune patriziale e aveva la responsabilità della manutenzione di ogni bene ricadente all'interno dei confini del comune.